# Peter-Hans Kolvenbach
Peter-Hans Kolvenbach (né le 30 novembre 1928 à Druten aux Pays-Bas et mort le 26 novembre 2016 à Beyrouth au Liban) est un prêtre jésuite néerlandais de rite arménien, élu le 11 septembre 1983 (à 54 ans), le 29e Supérieur général de la Compagnie de Jésus. Il a remis sa démission le 14 janvier 2008, au cours de la 35e Congrégation générale réunie à Rome depuis le 7 janvier 2008. Le père Adolfo Nicolás fut élu pour lui succéder.

## Biographie

### Formation religieuse et académique
Peter-Hans Kolvenbach passe sa jeunesse à Druten, petite commune près de Nimègue aux Pays-Bas. Il entre au noviciat jésuite de Mariendaal (Velp) en septembre 1948. Après des études de philosophie à l'institut Berchmans de Nimègue, il est envoyé au Liban, où il fait un doctorat en théologie  à l'université Saint-Joseph de Beyrouth. Peu après, en 1961, il est ordonné prêtre dans l'Église catholique arménienne, une Église de rite oriental rattachée à Rome. Les années suivantes sont universitaires, plus particulièrement en linguistique. De 1963 à 1976, Peter-Hans Kolvenbach enseigne la linguistique générale et orientale à La Haye, Paris et Beyrouth. Puis il est nommé professeur de linguistique générale à l'université Saint-Joseph de Beyrouth, où il enseigne jusqu'en 1981. Durant cette période, il est également supérieur provincial des Jésuites travaillant au Moyen-Orient. Le P. Kolvenbach est appelé à Rome en 1981 comme recteur de l'institut pontifical oriental et devient membre de la commission mixte pour le dialogue entre l'Église catholique et les Églises orthodoxes.

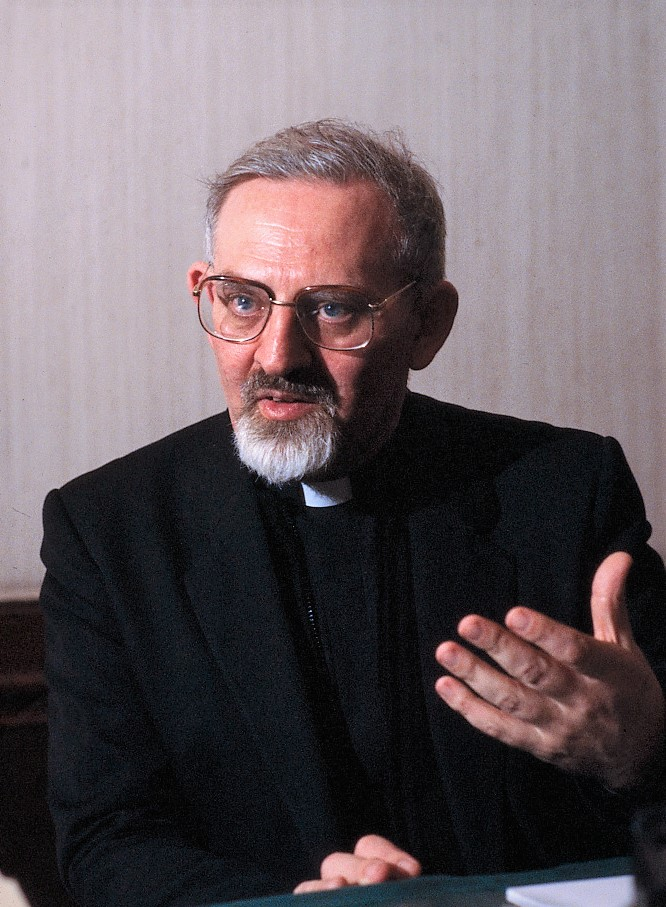
Le père Kolvenbach, peu après son élection (1984)

### Successeur du Père Arrupe
Pedro Arrupe (1907-1991) ayant été atteint d'une thrombose cérébrale en août 1981, le pape Jean-Paul II nomme Paolo Dezza (5 octobre 1981) comme délégué pontifical à la tête de la Compagnie de Jésus, une nomination extra-constitutionnelle qui est perçue par elle comme une intrusion du pape dans le processus électoral de la Compagnie de Jésus. On le disait inquiet de la direction prise par la Compagnie de Jésus en faveur du dialogue avec le marxisme. Le délégué pontifical obtient du pape qu'une Congrégation générale soit convoquée pour assurer la succession du père Arrupe. Cette congrégation, la 33e Congrégation générale, élit au troisième tour de scrutin Peter-Hans Kolvenbach comme supérieur général de la Compagnie de Jésus. L'élection du père Kolvenbach, homme consensuel et estimé, met progressivement fin à une crise de confiance entre le pape et les Jésuites. Durant son généralat, la Compagnie de Jésus, qui compte environ 19 000 membres - contre 36 000 en 1964 -, reste confrontée à une chute brutale des vocations et à la concurrence de congrégations plus récentes, dites « congrégations nouvelles ». En l'année 2008 les Jésuites sont majoritairement présents en Asie (4 000 en Asie du Sud, en Amérique latine et en Afrique).

### Succession
Le 2 février 2006, le père Kolvenbach informe les membres de la Compagnie qu'avec l'approbation du pape Benoît XVI, il a l'intention de convoquer une Congrégation générale en 2008 pour y proposer sa démission: il aura alors 80 ans : « Une nouvelle vision peut contribuer à un gouvernement plus adapté à un monde en rapide changement », fait-il alors valoir. Cette 35e Congrégation générale de la Compagnie de Jésus s'ouvre le  5 janvier 2008, veille de la fête de l’Épiphanie. Le 14 janvier, la Congrégation accepte sa démission (sa « renonciation ») et lui rend un vibrant hommage dans une lettre de remerciement (14 janvier). C'est la première fois qu'une telle procédure est suivie. 
Le 19 janvier 2008, Adolfo Nicolás est élu 30e Supérieur général. Le P. Kolvenbach est retourné à Beyrouth où, rejoignant la communauté jésuite locale, il a repris ses recherches sur d'anciens manuscrits chrétiens en langue arabe ou arménienne au Centre de documentation et de recherches arabes chrétiennes [CEDRAC]et à la Bibliothèque orientale, deux institutions dépendant de l'université Saint-Joseph de Beyrouth.

### Mort
Le père Peter-Hans Kolvenbach meurt à Beyrouth le 26 novembre 2016, fête de saint Jean Berchmans. Il avait 88 ans. Il laissa avant sa mort une lettre personnelle à un jeune médecin, Dr. Anthony Kallas-Chémaly, qui a travaillé avec lui sur l'histoire des jésuites.

## Écrits
Outre de nombreux écrits de gouvernement et de spiritualité ignatienne, à l'intention de ses confrères jésuites, le P. Kolvenbach a publié ou autorisé la publication de quelques livres :
- Une mission agréable (Munus suavissimum), Paray-le-Monial, 1988.
- Vous avez dit « Jésuites » ? (dialogue avec R. Giacomelli), Paris, Médiaspaul, 1991.
- Fous pour le Christ : sagesse de maître Ignace, Bruxelles, Lessius, 1998.
- (en) The road from La Storta, Saint-Louis, Institute of Jesuit Sources, 2000.
- Faubourg du Saint-Esprit (entretiens avec J.-L. Ponthier), Paris, Bayard, 2004.
- Suivre le Christ, un choix exigeant, Desclée de Brouwer, 2010.